# Fairview, Alabama
Fairview är en ort i Cullman County i delstaten Alabama, USA.